# Carry trade
Carry trade je forma investiční strategie. Investor si při ní půjčuje prostředky v zemi s nízkým úrokem a investuje v jiné zemi s vyšším. Obecněji se dá carry trade charakterizovat jako půjčování aktiva, které má malý výnos a investice do jiného, které má výnos vyšší. Základní typy carry trades jsou úrokové a měnové.

## Princip fungování carry trade
Carry trades využívá rozdílu úrokové míry aktiv. Mezi investory jde o oblíbenou strategii především kvůli vysokému výnosu (využije-li se např. pákový efekt). S tím se pohybuje také velká rizikovost kvůli vysoké citlivosti na směnný kurz. Na oblibě strategii také přidává fakt, že vzhledem ke své jednoduchosti je opravdu efektivní.
Carry označuje výnos, případně náklady spojené s držbou aktiva (náklady označujeme jako cost of carry). Např. fyzická aktiva mohou být negativní vzhledem k nákladům na úschovu a údržbu, ovšem pozitivní vzhledem k budoucímu zisku (např. uschování starožitností stojí peníze, ale v budoucnu na nich vyděláme, příp. na stokorunové bance vyděláváme úrok, na bankovce v peněžence ztrácíme kvůli inflaci). Principem strategie je vypůjčit si aktivum s nízkým carry a investovat do aktiva s carry vysokým.
Problém s carry trades je především jejich náchylnost vůči volatilitě a kolísání trhu. Největší riziko je posílení (apreciace) měny, ve které má investor vypůjčené prostředky. Navzdory tomu patří mezi investory ke strategiím, které jsou veskrze oblíbené a výnosné. Výnosnost carry trades také závisí na brokerovi, se kterým investor spolupracuje.

## Druhy carry trades
Carry trades se dělí na dva druhy. Jedná se o úrokové a měnové.

### Úrokové carry trades
Princip úrokových carry trades spočívá v půjčení levného aktiva a dalším rozpůjčování s vysokým úrokem. Na tomto principu jsou založeny například komerční banky. Půjčují si levné peníze (např. tzv. overnight půjčky, tj. půjčky vedené přes noc) a dále je půjčují koncovým spotřebitelům, ovšem s mnohem vyšším úrokem. Banky si většinou půjčují krátkodobě, ale zápůjčky, které samy poskytují, mají charakter dlouhodobý. Hlavní podmínkou fungování je tedy samozřejmě fakt, že dlouhodobé půjčky nesou vyšší výnos, než krátkodobé.
Dojde-li k inverzi výnosové křivky nebo růstu krátkodobých úrokových měr, banka se dostává do likvidního problému, neboť nestačí splácet svůj vlastní krátkodobý úvěr.

### Měnové carry trades
V případě měnových carry trades si investor půjčuje měnu, která nabízí aktiva s nízkým úrokem, a investuje do měny, která poskytuje aktiva přinášející vysoký výnos. Aktuálně bychom mohli například mluvit o situaci, kdy si investor půjčí americké dolary a směňuje je za koruny. Dalším oblíbeným způsobem bylo půjčení prostředků v Japonsku a investování v USA. V takovém případě, kdyby např. americký dolar ztratil vůči jenu hodnotu, by investor prodělal. Tento způsob ovšem ztratil na oblibě v roce 2008 právě kvůli prudké apreciaci japonské jenu.
Výnos investora vyjadřuje tzv. IRD (rozdíl úrokové míry).